# Gaillefontaine
Gaillefontaine – miejscowość i gmina we Francji, w regionie Normandia, w departamencie Sekwana Nadmorska.
Według danych na rok 1990 gminę zamieszkiwało 1446 osób, a gęstość zaludnienia wynosiła 55 osób/km² (wśród 1421 gmin Górnej Normandii Gaillefontaine plasuje się na 153. miejscu pod względem liczby ludności, natomiast pod względem powierzchni na miejscu 22.).